# Marcha Federal en Argentina de 2016
La Marcha Federal fue una multitudinaria movilización realizada por diversas organizaciones sociales en Argentina entre el 31 de agosto y el 2 de septiembre de 2016, en protesta contra las políticas del gobierno de Mauricio Macri.

## Antecedentes y desarrollo
La marcha de 2016 tuvo como antecedente a la Marcha Federal de 1994, de similares características, realizada en aquella oportunidad en protesta por las medidas del gobierno de Carlos Saúl Menem.
La movilización se organizó en 5 columnas que partieron desde distintas regiones del país cubriendo un total de 8.300 kilómetros. 

Desde la patagonia argentina partieron dos columnas. Proveniente del suroeste (Cordillera) partió de la ciudad de Esquel, y pasó por las ciudades de Bariloche, Neuquén, Santa Rosa y Chivilcoy antes de ingresar a la ciudad de Buenos Aires. La otra columna patagónica proveniente del sureste (Costa) partió de la ciudad de Rawson y luego de pasar por Viedma, Bahía Blanca, Tres Arroyos y Mar del Plata, ingresó a la ciudad de Buenos Aires desde la localidad de Avellaneda.

Desde el nordeste argentino, varios grupos provenientes de las ciudades de Formosa, Resistencia, Posadas, Corrientes y Santa Fe se reunieron en la ciudad de Paraná.

La columna del noroeste argentino (NOA) partió de la ciudad de San Salvador de Jujuy, específicamente desde el penal de Alto Comedero donde se encontraba detenida Milagro Sala. Pasó por las ciudades de Salta, Tucumán, Santiago del Estero hasta llegar a Córdoba. Allí se unió a los manifestantes que marchaban desde la ciudad de La Rioja y al grueso de la columna proveniente de Cuyo, que había partido de la ciudad de Mendoza, donde previamente habían confluido manifestantes provenientes de San Juan y San Luis. 

Las columnas provenientes de NOA y Cuyo reunidas en la ciudad de Córdoba y las provenientes de NEA reunidas en Paraná, confluyeron en la ciudad de Rosario, donde una multitud se reunió en la céntrica Plaza San Martín, y luego realizó un acto en la plaza Montenegro.
A medida que las columnas atravesaban las distintas ciudades, se realizaban actos de adhesión a la movilización. La marcha concluyó en la Plaza de Mayo.

## Organizaciones convocantes y adherentes
La marcha se organizó como protesta y reclamo por el tarifazo, el ajuste y la ola de despidos que se habían registrado en los meses anteriores a partir del inicio de la presidencia de Mauricio Macri. Fue convocada por las agrupaciones CTA de los Trabajadores y CTA Autónoma, —ambas de la Central de Trabajadores de la Argentina—, y Asociación Bancaria a través de sus titulares Hugo Yasky, Pablo Micheli y Sergio Palazzo respectivamente. con la participación de seccionales de la Asociación Trabajadores del Estado y otras importantes agrupaciones gremiales reunidas en la CGT.
La marcha contó con la adhesión de distintas agrupaciones como Madres de Plaza de Mayo y Abuelas de Plaza de Mayo, cuya titular Estela de Carlotto participó del acto central.

Participaron de la convocatoria algunos gobernadores no alineados con Cambiemos como Jorge Capitanich, Rosana Bertone y Alicia Kirchner; exfuncionarios kirchneristas y referentes de partidos de izquierda como Vilma Ripoll y Alejandro Bodart, entre otros.

## Reclamos y conclusiones
El eje de la protesta, según un comunicado de prensa difundido por los organizadores, era el "reclamo de la reapertura de paritarias, el fin de los despidos y por un paro nacional contra el ajuste". Estela de Carlotto señaló que "Macri tiene que gobernar para todos y no para un grupo minúsculo", y expresó su esperanza de que la marcha sirviera para "concientizar a quienes deben ordenar el país para no tener tanta injusticia".
Las agrupaciones convocantes alertaron acerca de la inminencia de una medida de fuerza de alcance nacional que se haría efectiva si las autoridades no modificaban sustancialmente las políticas implementadas. Durante el acto de cierre de la marcha, Pablo Micheli afirmó "O cambia la política económica o acá va a haber lucha y movilización todo el tiempo, lucha con paros y movilizaciones a lo largo y ancho de todo el país".

Jorge Triaca, entonces a cargo del Ministerio de Trabajo propuso un encuentro con los titulares de las organizaciones convocantes a fin de resolver el conflicto y evitar que se hiciera efectiva la medida de fuerza anunciada.
La marcha reunió a organizaciones de trabajadores que habían tenido diferencias o distanciamientos, y representó, según Hugo Yasky "un nuevo momento de la confluencia del movimiento sindical con los movimientos sociales, con el movimiento estudiantil, con los organismos de derechos humanos, los pequeños productores, los trabajadores informales. Unidad con organizaciones de izquierda, con los cooperativistas".

## Marcha Federal Educativa
El 22 de marzo de 2017 tuvo lugar en todo el país la Marcha Federal Educativa, en el marco de un conflicto salarial que afectaba a los trabajadores de la educación a nivel nacional. De acuerdo con los organizadores, 400.000 personas concurrieron a la marcha.